# Andrea Gassner
Andrea Gassner (* 11. April 1975) ist eine österreichische Gestalterin und Grafikdesignerin und seit 2010 Teilhaberin des Atelier Gassner.

## Leben
Gassner erhielt 1998 ihr Diplom und Schweizer Fähigkeitszeugnis an der Schule für Gestaltung in St. Gallen. Im Jahr 2002 absolvierte sie den Master of Fine Art an der AKV St. Joost, Niederlanden.
Zwischen 2006 und 2007 war sie an der FH Würzburg lehrtätig sowie unter anderem 2010 für den DAM Architectural Book Award, 2013 für das Architekturmagazin TEC21 und seit 2015 beim LAVA Design Award als Jurymitglied tätig. Von 2013 bis 2019 war Andrea Gassner Kommissionsmitglied des Landes Vorarlberg im Bereich Bildende und Angewandte Kunst; sie ist Mitglied des österreichischen Berufsverbandes DesignAustria sowie seit 2015 Mitglied der AGI Alliance Internationale Graphique.

## Projekte
- 2015: Gebaute Erde – Gestalten & Konstruieren mit Stampflehm – Buchgestaltung Martin Rauch, Schlins[2]
- 2014: Vedi Napoli e poi muori: Grand Tour der Mönche – Ausstellung Stiftsarchiv St. Gallen[3]
- 2014: Woodbox – Mobiler Ausstellungscontainer über konstruktiven Holzbau, proHolz Austria[4]
- 2014: Rubner Holzperspektiven – Signaletik, Rubner Kiens[5]
- 2012: Singular Plural – Buchgestaltung Geninasca Delefortrie Architects, Neuchâtel[6]
- 2011: Wald & Holz – Installation in der Säulenhalle des Parlaments Wien, proHolz Austria[7]
- 2010: Region Tannberg – Signaletik für Kultur- und Wanderwege[8][9]
- 2008: Marte.Marte Architecs – Buchgestaltung Marte.Marte, Feldkirch[10]

## Auszeichnungen
- Schönste Bücher Österreichs (Staatspreise)
- Die schönsten deutschen Bücher (Auszeichnungen)
- Schönste Bücher aus aller Welt (Silber- und Bronzemedaillen)
- Joseph Binder Award (Gold- und Bronzemedaille)[11][12]
- European Design Award (Gold- und Bronzemedaille)
- ISTD International Typografic Award (Auszeichnungen)
- Internationale Grafik-Design Biennale, Brno (Gold- und Silbermedaillen)
- TDC Annual Award, Tokyo Type Directors Club (Goldmedaille)

## Veröffentlichungen
- Atelier Gassner – Visual Essays, Visuelle Geschichten.' sonderzahl Verlag, Wien 2017, ISBN 978-3-85449-468-3.[13]